# Anna Illés
Anna Illés (Budapeste, 21 de fevereiro de 1994) é uma jogadora de polo aquático húngara.

## Carreira
Illés fez parte da equipe da Hungria que finalizou na quarta colocação nos Jogos Olímpicos de 2016, no Rio de Janeiro.